# Тайнс, Эндрю
Эндрю Тайнс (англ. Andrew Tynes; род. 13 февраля 1972) — багамский легкоатлет, специалист по бегу на короткие дистанции. Выступал на профессиональном уровне в 1988—2005 годах, обладатель серебряной медали Панамериканских игр, чемпион Центральноамериканских и Карибских игр, участник двух летних Олимпийских игр.

## Биография
Эндрю Тайнс родился 13 февраля 1972 года.
Впервые заявил о себе в лёгкой атлетике на международном уровне в сезоне 1988 года, когда в составе багамской сборной выступил среди юношей на домашнем первенстве Центральной Америки и Карибского бассейна в Нассау, где беге на 100 и 200 метров стал шестым и седьмым соответственно.
В 1990 году на юношеском центральноамериканском и карибском первенстве в Гаване финишировал шестым в дисциплине 100 метров, выиграл серебряную медаль в дисциплине 200 метров, занял третье место в эстафете 4×100 метров и четвёртое место в эстафете 4×400 метров. В 200-метровом беге дошёл до полуфинала на юниорском мировом первенстве в Пловдиве.
В 1993 году в беге на 200 метров стал шестым на Всемирной Универсиаде в Буффало, одержал победу на Центральноамериканских и Карибских играх в Понсе.
Занимался лёгкой атлетикой во время учёбы в Техасском университете в Эль-Пасо, в составе университетской легкоатлетической команды UTEP Miners успешно выступал на различных студенческих соревнованиях в США, в частности в 1994 году выигрывал чемпионат Национальной ассоциации студенческого спорта (NCAA) в беге на 200 метров.
В 1995 году в дисциплине 200 метров завоевал серебряную награду на Панамериканских играх в Мар-дель-Плате, участвовал в чемпионате мира в Гётеборге.
Благодаря череде успешных выступлений в 1996 году удостоился права защищать честь страны на летних Олимпийских играх в Атланте — в индивидуальном беге на 100 метров не вышел на старт предварительного квалификационного этапа, тогда как в эстафете 4×100 метров вместе с соотечественниками остановился на стадии полуфиналов.
В 1997 году в эстафете 4×100 метров выиграл бронзовую медаль на чемпионате Центральной Америки и Карибского бассейна в Сан-Хуане, бежал 200 метров и эстафету 4×100 метров на чемпионате мира в Афинах.
В 1998 году на Центральноамериканских и Карибских играх в Маракайбо стал седьмым в беге на 200 метров и третьим в эстафете 4×100 метров.
На Олимпийских играх 2000 года в Сиднее в программе 200 метров не смог пройти дальше предварительного квалификационного этапа.
В 2001 году в эстафете 4×100 метров стартовал на чемпионате мира в Эдмонтоне, дошёл до полуфинала.
В 2002 году бежал 200 метров на Центральноамериканских и Карибских играх в Сан-Сальвадоре.
Завершил спортивную карьеру по окончании сезона 2005 года.